# 무사시가오카 차량기지
무사시가오카 차량기지(일본어: 武蔵丘車両基地, むさしがおかしゃりょうきち)는 일본 사이타마현 한노시에 위치한 세이부 철도 소속의 전동차 차량기지로, 무사시가오카 차량 검수장이 인접해 있다. 4000계 전동차가 여기 소속이다. 9000계 전동차는 현재 모두 타마가와죠스이 차량기지로 이적하였다.
이케부쿠로 선으로 운행하는 열차의 행선판에 무사시가오카 행이 있다. 그러나 이 행선판은 이곳에서 행사가 있을 경우에 임시로 투입되는 열차가 표시를 한다.

## 같이 보기
- 세이부 철도 이케부쿠로 선
- 무사시가오카 차량 검수장